# Шклярский, Станислав Эдмундович
Станислав Эдмундович Шклярский (27 января 1986, Ленинград) — российский клавишник, автор песен. Участник групп «Пикник» и собственного проекта «Инкогнито». Сын лидера группы «Пикник» Эдмунда Шклярского.

## Биография
Родился 27 января 1986 года в Ленинграде. В 1997 году, во время записи альбома «Стекло» вместе с сестрой Алиной выступил в качестве бэк-вокалиста в песне «Два великана». Дебют на сцене в составе Пикника состоялся в марте 2003 года. С тех пор Станислав периодически выступал с «Пикником» на многих фестивалях и сольных концертах. С февраля 2008 года стал постоянным участником группы, сменив умершего клавишника Сергея Воронина.
В 2009 году окончил Санкт-Петербургский национальный исследовательский университет информационных технологий, механики и оптики.
В 2013 году создал собственный музыкальный проект «Инкогнито», где исполняет вокальные, гитарные, клавишные партии. В группу также вошли: Алик Миронов (гитара), Анатолий Миронов (бас), Александр Филиппов (ударные). Название заимствовано у написанной Станиславом песни, вошедшей в репертуар группы «Пикник». По словам Станислава, «всё началось, когда у меня накопилось уже так много музыкального материала, что возникло желание исполнять свои песни не только дома, но и вне его. С братьями Мироновыми (бас-гитара и соло-гитара) мы вместе учились в институте, и они оказались первыми, кому я предложил создать группу».
В феврале 2014 года увидел свет дебютный альбом команды, получивший название «Волна», а годом позже — второй альбом под названием «Дирижёр». В рецензии на последний критик Алексей Мажаев отмечает, что «Станислав-вокалист — вполне точная копия Эдмунда Шклярского, а группа… звучит так же, как мог бы звучать трибьют-коллектив „Пикника“, который непонятно почему здесь поёт незнакомые песни».

## Личная жизнь
Женат на Галине Шклярской. Есть двое сыновей: Ян (2019 г.р.) и Эрик (2021 г.р.)